# Митане
Митанэ (яп. 三種町 Митанэ-тё:) — посёлок в Японии, находящийся в уезде Ямамото префектуры Акита. Площадь посёлка составляет 248,09 км², население — 17 464 человека (1 августа 2014), плотность населения — 70,39 чел./км².

## Географическое положение
Посёлок расположен на острове Хонсю в префектуре Акита региона Тохоку. С ним граничат города Носиро, Ога, посёлки Хатирогата, Годзёмэ и сёла Огата, Камикоани.

## История
Митанэ во время периода Эдо был частью провинции Дэва, в которой господствовал клан Сатаке. Современный Митанэ был образован 20 марта 2006 года путём слияния посёлков Хатируй, Котоока и Ямамото.

## Население
Население посёлка составляет 17 464 человека (1 августа 2014), а плотность — 70,39 чел./км². Изменение численности населения с 1980 по 2005 годы:
| 1980 | 26 089 чел. |  |
| 1985 | 25 254 чел. |  |
| 1990 | 24 151 чел. |  |
| 1995 | 23 346 чел. |  |
| 2000 | 22 112 чел. |  |
| 2005 | 20 438 чел. |  |

## Экономика
Экономика Митане в основном опирается на сельское хозяйство и рыболовство. 

## Символика
Деревом посёлка считается криптомерия, цветком — цветок сакуры, птицей — лебедь.

## Люди связанные с Митанэ
- Такаси Миура — профессиональный боксёр, чемпион мира по версии WBC.